# Альпы (Луна)
А́льпы — лунные горы, образовавшиеся около 4 млрд лет назад предположительно в результате столкновения Луны с астероидом.

## Описание

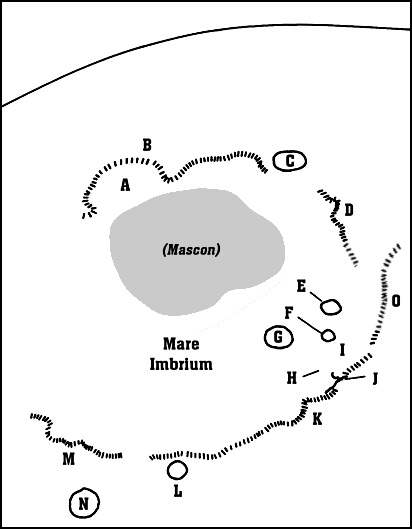
План окрестностей Моря Дождей, горы Альпы обозначены буквой D

Горы Альпы находятся в районе Моря Дождей, по высоте несколько уступают земным, настоящим Альпам. На западе от этой горной цепи расположен также большой кратер Платон. На севере от Альп располагается Море Холода. В северной части гор располагаются борозды Платона, в восточной части находится Альпийская долина.
Горы находятся в районе, ограниченном селенографическими координатами 42,04° — 52,81° с. ш. , 5,6° — 3,22° в. д.
На приведенном снимке Альпы находятся в верхней части снимка. В правой части снимка видны горы Кавказ, ориентированные в направлении юг-север. Кратер Платон находится за левой границей снимка. Чуть ниже центра снимка расположен кратер Кассини, на северо-западе от него виден мыс Агассиса — южная оконечность Альп.

## Сателлитные кратеры

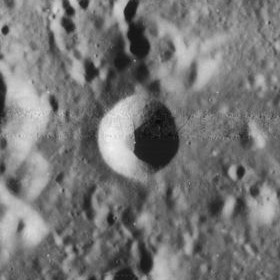
Сателлитный кратер Альпы А. Снимок Lunar Orbiter — IV.

К горам Альпы отнесены два сателлитных кратера не имеющих привязки к конкретному лунному кратеру.
| Альпы | Координаты                                          | Диаметр, км |
| ----- | --------------------------------------------------- | ----------- |
| A     | 51°23′ с. ш. 0°18′ з. д. / 51,39° с. ш. 0,3° з. д.  | 10,7        |
| B     | 45°49′ с. ш. 0°55′ з. д. / 45,81° с. ш. 0,91° з. д. | 4,8         |

## Название
Лунные горы и моря были открыты и рассмотрены после изобретения человечеством относительно мощных телескопов. Своё название Альпы получили в середине XVII века, после предложения польского астронома Яна Гевелия называть горы на Луне такими же именами, как и на Земле.

## Лунныйальпинизм
Несмотря на шуточные предложения провести на Луне Олимпийские Игры (разместив олимпийскую деревню, например, в кратере Платон), различия в силе тяжести полностью исключают занятия на луне лыжным спортом или сноубордом (лыжник весом около 70 кг будет весить на Луне всего лишь около 12). С другой стороны, разница в силе тяжести сделает занятия альпинизмом и покорение лунных вершин предположительно легче, чем аналогичные занятия на Земле.